# Assisted Global Positioning System
Assisted Global Positioning System (A-GPS, dt. unterstütztes Globales Positionierungssystem) ist ein Verfahren zur Übermittlung von Hilfsdaten über ein von GPS verschiedenes Übertragungsnetz zur genaueren und schnelleren GPS-Positionsbestimmung.

## Nachteile des herkömmlichen GPS
Die satellitengestützte Positionsbestimmung mit GPS wurde hauptsächlich dafür entwickelt, die Position eines kontinuierlich aktiven Empfängers im Freien zu ermitteln. Für häufige Unterbrechungen des Satellitenempfangs, verbunden mit einem zwischenzeitlichen Ortswechsel (z. B. in Flugzeugen, öffentlichen Verkehrsmitteln, großen Gebäudekomplexen, Tunneldurchfahrten), wurde GPS nicht konzipiert. Daher dauert die Neuberechnung der aktuellen geografischen Position nach solchen sprunghaften Ortswechseln recht lange. Aufgrund der hohen Genauigkeit des Verfahrens ist GPS dennoch für den Einsatz in Mobiltelefonen interessant, um dort standortbezogene Dienste (Location Based Services) anzubieten.
Beim herkömmlichen GPS ergeben sich folgende Probleme:
- Die Zeit bis zur ersten Positionsbestimmung ist abhängig von der Aktualität des im Empfänger gespeicherten Almanachs, der mit dem GPS-Signal übermittelt wird und in dem die Satelliten ihre Bahndaten (Ephemeriden) auflisten. War das Gerät also längere Zeit nicht aktiv, müssen verhältnismäßig viele Informationen empfangen werden, bevor eine Positionsbestimmung möglich ist (nach mehr als zwei bis sechs Stunden: circa 45 Sekunden; nach mehreren Tagen oder wenn das Gerät ohne Empfang mehr als etwa 300 km bewegt wurde: bis zu 12,5 Minuten).[1]
- In städtischer Umgebung ist die freie Sicht auf die GPS-Satelliten oft stark eingeschränkt, in geschlossenen Räumen sogar unmöglich und in Tunneln ohnehin nicht gegeben.
- Der Stromverbrauch des Satellitenempfängers ist vergleichsweise hoch, ein Nachteil bei den geringen Akku-Kapazitäten aktueller mobiler Geräte.

## Funktionsweise von A-GPS

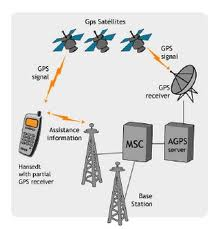
Schematische Darstellung der Funktionsweise von A-GPS mit Mobilfunknetz

A-GPS verringert diese Probleme, indem es z. B. das GSM-Mobilfunknetz benutzt, um dem Empfänger Hilfsdaten zu übermitteln, durch die die Positionsbestimmung schneller zum Erfolg führt.

### Ortung mithilfe des Mobilfunknetzes
Bei Mobiltelefonen ist anhand der Funkzelle, die das Telefon bedient, der ungefähre Aufenthaltsort bereits bekannt. Dieser Ort kann durch Messungen der Signallaufzeiten von weiteren benachbarten Mobilfunkmasten weiter präzisiert werden. Der gleichzeitige Empfang von mindestens drei Basisstationen ist erforderlich, um den Standort ohne die Nutzung von Satellitensignalen auf diese Weise eindeutig berechnen zu können. Im Gegensatz zur direkten Positionierung über Satelliten kann die räumliche Höhe bei diesem Verfahren auch mit drei Basisstationen nicht bestimmt werden.
Die über die Basisstationen grob ermittelte Position kann verwendet werden, um den Suchbereich für die Satellitensignale (Identität der momentan sichtbaren Satelliten, ungefähre Laufzeit, Dopplerverschiebung) einzuschränken und somit die Verarbeitung der Messung zu beschleunigen.

### Almanach-Aktualisierung
Beim konventionellen GPS hat der Empfänger zwei Aufgaben. Er misst die Laufzeit der Signale und liest die von den Satelliten gesendeten Daten, die unter anderem Bahnparameter und Fehlerkorrekturen enthalten (Almanach). Beim A-GPS wird der Almanach stattdessen von Referenzempfängern übermittelt, die an Orten mit freier Sicht zum Himmel stationär installiert sind und deren exakte Positionsdaten bekannt sind. Der mobile Empfänger braucht den Almanach dann nicht mehr langwierig über das Satellitensignal zu aktualisieren. Ferner kann das GPS-Empfangsteil dadurch die Frequenzverschiebung der GPS-Signale aufgrund des Dopplereffekts besser vorhersagen, so dass für Phase Lock Loop (PLL) und Delay Lock Loop (DLL) schmalere Bandbreiten verwendet werden können. So ist das GPS-Empfangsteil in der Lage, bereits um bis zu 30 dB schwächere GPS-Signale zu verwerten, wie sie zum Beispiel innerhalb von Gebäuden vorkommen.

## Varianten
1. Bodengebundene Positionsbestimmung
Dabei wird die Position mithilfe der Mobilfunk- oder Wlan-Ortung für den ersten Fix berechnet (beispielsweise bei Apple-Geräten).
(Hier gibt es unterschiedliche Verbindungen zwischen GPS und GSM, so dass einige Geräte auch mit ausgeschaltetem GSM arbeiten, andere wiederum nur mit eingeschaltetem GSM aber ohne SIM oder auch GSM mit SIM und Netz.)
2. Offline I
Dabei werden Almanach-Daten und/oder NTP-Zeitkorrekturen für den ersten Fix aus dem Internet und/oder von der Mobilstation geladen (beispielsweise AGPS-Handys, Android-Geräte, ältere PNA).
(Oft werden die Daten gelöscht, sobald das Gerät ausgeschaltet wird, oder sind bereits nach wenigen Stunden abgelaufen.)
3. Offline II
Dabei werden vorberechnete Almanach- und Bahndaten sowie grundlegende Zeitkorrekturen aus dem Internet geladen (keine Daten von den Mobilstationen) und für 3 bis 14 Tage auf dem Gerät gespeichert (beispielsweise AGPS-Geräte mit Windows Mobile 6).
4. Mischung aus 1, 2 und 3
In Abhängigkeit davon, wo die eigentliche Berechnung der Position stattfindet, unterscheidet man den netzwerkbasierten und den terminalbasierten Modus. Bei netzwerkbasiertem A-GPS (Mobile Station Assisted, MSA) sendet das Terminal (z. B. Mobiltelefon) die gemessenen Signallaufzeiten der jeweiligen Satellitensignale (also letztlich die Entfernungen) an einen Server im Mobilfunknetz, der die genaue Position berechnet und zurück an das anfragende Terminal übermittelt. Die Hilfsdaten bestehen in diesem Fall nur aus den Suchraumparametern. Beim terminalbasierten Modus (Mobile Station Based, MSB) erhält das Terminal lediglich die Satelliten- und Hilfsdaten und berechnet seine Position nach der Messung selbst.
Für A-GPS sind verschiedene Signalisierungen von 3GPP und OMA standardisiert worden. Ein verbreitetes Verfahren ist zum Beispiel Secure User Plane Location (SUPL).
Besteht gerade kein Kontakt zu GPS-Satelliten oder fehlt ein GPS-Empfänger überhaupt, so können auch allein die Signallaufzeiten zur Positionsberechnung verwendet werden. Diese ist dann allerdings meist relativ ungenau. Da hier kein GPS-Signal verwendet wird, kann ein derartiges Verfahren jedoch nicht als A-GPS bezeichnet werden.
Andererseits ist auch eine Implementierung von A-GPS völlig ohne Unterstützung des Netzbetreibers denkbar. Schon die Übermittlung des Almanachs über einen schnelleren und robusteren Kanal als die GPS-Signale führt in vielen Fällen zu einer erheblich beschleunigten Positionsbestimmung. Dieses Verfahren wird unter anderem von einigen Kfz-Navigationsgeräten unterstützt. Die Daten werden dabei vom Benutzer aus dem Internet heruntergeladen und auf das Gerät überspielt.
Mobiltelefone wie das Nokia N8 können ihre Position anhand mehrerer Quellen (Bestimmungsmethoden) mehr oder weniger genau auch in Gebäuden bestimmen. Zur Verfügung stehen unter anderem: unterstütztes GPS, integriertes GPS, externes Bluetooth, GPS und WLAN.
Eine WLAN-basierte Ortung arbeitet ähnlich wie eine über Funkzellen, kann aber wesentlich genauer sein, wenn mehrere WLANs in Reichweite sind und diese mit exakter Position in einer Datenbank gespeichert wurden. Dazu kann eine Software, die meist schon in den WLAN-Adapter integriert ist, permanent nach MAC-Adressen und WLAN-Namen suchen. Sowohl Position als auch Bewegungsrichtung können zum Beispiel über die Signallaufzeiten und -qualität bestimmt werden. Die Software erkennt mehrere Netzwerke, beurteilt deren Signalqualität und vergleicht die Informationen mit einer Datenbank.
Obwohl die WLAN- und mobilfunkbasierte Ortung keine GPS-Signal verwenden, tragen sie als zusätzliche Methoden zur Positionsbestimmung bei.

## Unterstützung
A-GPS braucht die Unterstützung der GSM-Netzbetreiber, um optimal zu funktionieren. Die Netzelemente können dabei in verschiedenem Umfang Assistenzinformationen für die einzelnen Mobilgeräte bereitstellen (via „Service Mobile Location Center“). Zusätzlich wird die Unterstützung in den Geräten gebraucht, die neben einem GPS-Ortungschip auch die Assistenzinformationen auswerten können. Im Rahmen des Enhanced-911-Programms in den USA mussten alle Anbieter von drahtlosen Diensten ihre Infrastruktur so umrüsten, dass seit Ende 2005 Notrufe von Mobiltelefonen genau lokalisiert werden können – in dieser zweiten Phase erfolgte es meist mit Triangulation, dessen Ergebnisse auch dem Mobiltelefon zur Verfügung stehen. In Japan müssen sogar alle nach April 2007 verkauften Mobiltelefone der dritten Generation über die A-GPS-Funktionalität für Notrufe verfügen, die die Assistenzinformationen des Netzes auswerten können.
A-GPS wird spätestens seit 2009 in allen GPS-fähigen Mobiltelefonen sowie in allen GSM-fähigen Navigationsgeräten genutzt. Damit ist mit diesen Geräten eine wesentlich schnellere Aktivierung der GPS-Funktion möglich als mit herkömmlichen. A-GPS ist in den meisten GSM-Mobilfunknetzen verfügbar, in Europa durchgängig.

## Kritik
Für A-GPS können Nutzungsgebühren anfallen (meistens in Form von Verbindungsentgelten des Anbieters). Alternativ reicht manchmal auch ein empfindlicherer GPS-Empfänger, wie zum Beispiel eine externe GPS-Maus aus, um selbst in Gebäuden schnell die Position zu bestimmen, sofern aktuelle Almanachdaten verfügbar sind.
Sendet der A-GPS-Empfänger persönliche Informationen, wie z. B. die IMSI an den A-GPS-Server, so kann der Betreiber des A-GPS-Servers den Standort des Benutzers verfolgen.